# 白楽晴
白 楽晴（ペク・ナクチョン、1938年1月10日 - ）は、韓国の文芸評論家、英文学者。ソウル大学校名誉教授。本貫は水原白氏。
『創作と批評』編集人として民主化運動を支え、現代韓国を代表する左派知識人、言論人として知られている。

## 来歴
1938年、朝鮮平安南道で弁護士を開業する父のもとに生まれる。朝鮮戦争で父と生き別れになった後、母の故郷である大邱で少年期を過ごす。
京畿高等学校卒業後に渡米。米国ブラウン大学でヨーロッパ文学を専攻し、卒業後に一旦帰国。ソウル大学英文学科講師を務めるかたわら、1966年に季刊『創作と批評』を創刊。同誌の編集人として南北分断や軍事政権に対する批判的言論活動を行い、その活動は度々当局の弾圧を受けることとなる。その後、再び渡米し1972年、ハーバード大学で「D.H.ローレンス研究」により文学博士の学位を取得。ローレンスのほか、T・S・エリオットの研究著作もある。
帰国直後の1974年、朴正煕政権批判が問題とされソウル大学を解職となるが、朴正煕暗殺後の1980年に復職。2003年にソウル大学を定年退官後も随所で言論活動を継続しており、これまで韓国内の数々の言論・出版に関する受賞歴がある。
その姿勢から金大中、盧武鉉両大統領から厚い信任を受け、2005年には「6.15共同宣言実践南側委員会」委員長などを歴任するなど、南北統一に関しての表舞台での活躍が見られた。李明博政権･朴槿恵政権時代は、再び政権批判の急先鋒に立つ活動をした。
2018年9月18日から20日にかけての平壌での南北首脳会談の際は、特別随行員として文在寅大統領の訪朝に同行した。

## 主な著作

### 邦訳
- 『韓国民衆文学論』（安宇植訳、三一書房、1982年）
- 『民族文化運動の状況と論理』（「韓国現代社会叢書」、滝沢秀樹訳、御茶の水書房、1985年）
- 『知恵の時代のために』（李順愛訳、オリジン出版センター、1991年）
- 『白楽晴評論選集2』（李順愛訳、同時代社、1993年）
- 『白楽晴評論選集1』（李順愛訳、同時代社、1992年）
- 「ドイツと朝鮮における国家統一論の差異：ハーバーマスのソウル講演に応答する」（慎蒼健訳、『批評空間』II-17:pp.25-34、批評空間社、1998年４月）
- 『朝鮮半島統一論』（李順愛訳、図書出版クレイン、2001年）
- 『朝鮮半島の平和と統一』（青柳純一訳、岩波書店、2008年）

### 対談など
- 「共同討議：韓国の批評空間」（崔元植・鵜飼哲・柄谷行人、『批評空間』II-17:pp.6-24、批評空間社、1998年４月）